# Vandenbrandeíta
La vandenbrandeíta es un mineral de la clase de los minerales óxidos. Fue descubierta en 1932 en una mina de Katanga (República Democrática del Congo), siendo nombrada así en honor de Pierre Van den Brande, geólogo belga que descubrió los yacimientos de Katanga. Un sinónimo menos usado es uranolepidita..

## Características químicas
Es un hidróxido de uranilo con aniones adicionales de cobre, con los grupos uranilo en poliedros pentagonales, para algunos autores un óxido de uranio y cobre hidroxilado. 

## Formación y yacimientos
Es un mineral raro que aparece como secundario en la zona de oxidación de yacimientos geológicos hidrotermales de minerales de uranio conteniendo cobre.
Suele encontrarse asociado a otros minerales como: malaquita, kasolita, cuprosklodowskita, sklodowskita, calcosina, calcopirita, uraninita, goethita, curita, uranofano o sharpita.

## Usos
Por su contenido en uranio, es extraído de las minas como mena de este elemento estratégico; las principales minas de las que se extrae se encuentran en la República Democrática del Congo. Por ser radiactivo debe ser manipulado y almacenado con las correspondientes precauciones.